# Cynric
Cynric fou rei de Wessex del 534 al 560. L'etimologia del sufix -ric, present en la paraula Cynric, procedeix de l'anglès antic i significa "governant". Tot i que alguns estudiosos han proposat que els noms de Cynric, el del seu predecessor, Cerdic, i el del successor, Ceawlin, eren noms d'origen celtobrità,, derivat d'una arrel que significa "rei perseguidor" o "rei gos de cacera" i que s'escriu cinir en gal·lès antic i kynyr en gal·lès mitjà. La pedra de Wroxeter, desenterrada el 1967 en un context post Imperi Romà i datada en un període anterior entre el 460 i el 475; té una inscripció que diu CUNORIX MACUS MAQVI COLINE, que s'ha tradueix «Cunorix fill de Maqui Coline», ambdós considerats noms propis irlandesos. Cunorix és doncs una altra forma del nom Cynric.

## Història
Tot el que es coneix d'aquest rei prové de la Crònica anglosaxona, on es diu que era fill de Cerdic, una contradicció respecte al que posa al prefaci de la llista de reis, on diu que era fill de Creoda, fill de Cerdic. Durant el seu regnat es diu que els saxons s'expandiren cap al Wiltshire contra una gran resistència i que capturaren Searobyrig o Old Sarum, proper a Salisbury, el 552. El 556 ell i el seu fill Ceawlin guanyaren una batalla contra els britans a Beranburh, avui identificat com el castell de Barbury. Però l'any és una imprecisió de la crònica, ja que també es diu que van arribar a l'illa de la Gran Bretanya el 495.

## Llegenda
Cynric apareix com a personatge en la llegenda artúrica. Ell mori a mans del rei Artús, mentre que sir Lancelot mata a Cerdic a la batalla de Badon Hill (Mons Badonicus).